# Rachid Maâtar
Rachid Maâtar (ar. رشيد معطر; ur. 27 czerwca 1959 w Nancy) – algierski piłkarz grający na pozycji pomocnika. W swojej karierze rozegrał 7 meczów i strzelił 1 gola w reprezentacji Algierii.

## Kariera klubowa
Swoją karierę piłkarską Maâtar rozpoczął w klubie AS Nancy. W latach 1976–1979 grał w jego rezerwach w trzeciej lidze francuskiej. W 1979 roku przeszedł do drugoligowego ECAC Chaumont, a w 1980 roku do innego klubu z tej ligi, SR Saint-Dié. W sezonie 1982/1983 występował w drugoligowym AS Angoulême, a w 1983 wrócił do Nancy i w sezonie 1983/1984 grał w nim w pierwszej lidze. Do 1985 grał również w zespole rezerw Nancy. W latach 1985–1986 był zawodnikiem drugoligowego AS Béziers, a wiosną 1987 występował w trzecioligowym Clermont Foot 63. W sezonie 1987/1988 grał w drugoligowym CO Saint-Dizier, a karierę kończył w 1989 roku jako zawodnik rezerw Nancy.

## Kariera reprezentacyjna
W reprezentacji Algierii Maâtar zadebiutował 1 maja 1985 w przegranym 0:1 towarzyskim meczu z Tunezją, rozegranym w Tunisie. W 1988 roku powołano go do kadry na Puchar Narodów Afryki 1988. Wystąpił na nim w pięciu meczach: grupowych z Wybrzeżem Kości Słoniowej (1:1), z Marokiem (0:1) i z Zairem (1:0), w półfinałowym z Nigerią (1:1, k. 8:9), w którym strzelił gola i o 3. miejsce z Marokiem (1:1, k. 4:3). Z Algierią zajął 3. miejsce w tym turnieju. Od 1985 do 1988 wystąpił w kadrze narodowej 7 razy i strzelił 1 gola.